# Бокій Нінель Михайлівна
Нінель Михайлівна Бокій (20 червня 1937, смт. Новомиколаївка Запорізької області — 1 липня 2008, м. Кіровоград (нині Кропивницький)) — українська історик та археолог, кандидат історичних наук, доцент кафедри історії України Кіровоградського державного педагогічного університету імені Володимира Винниченка.

## Біографія

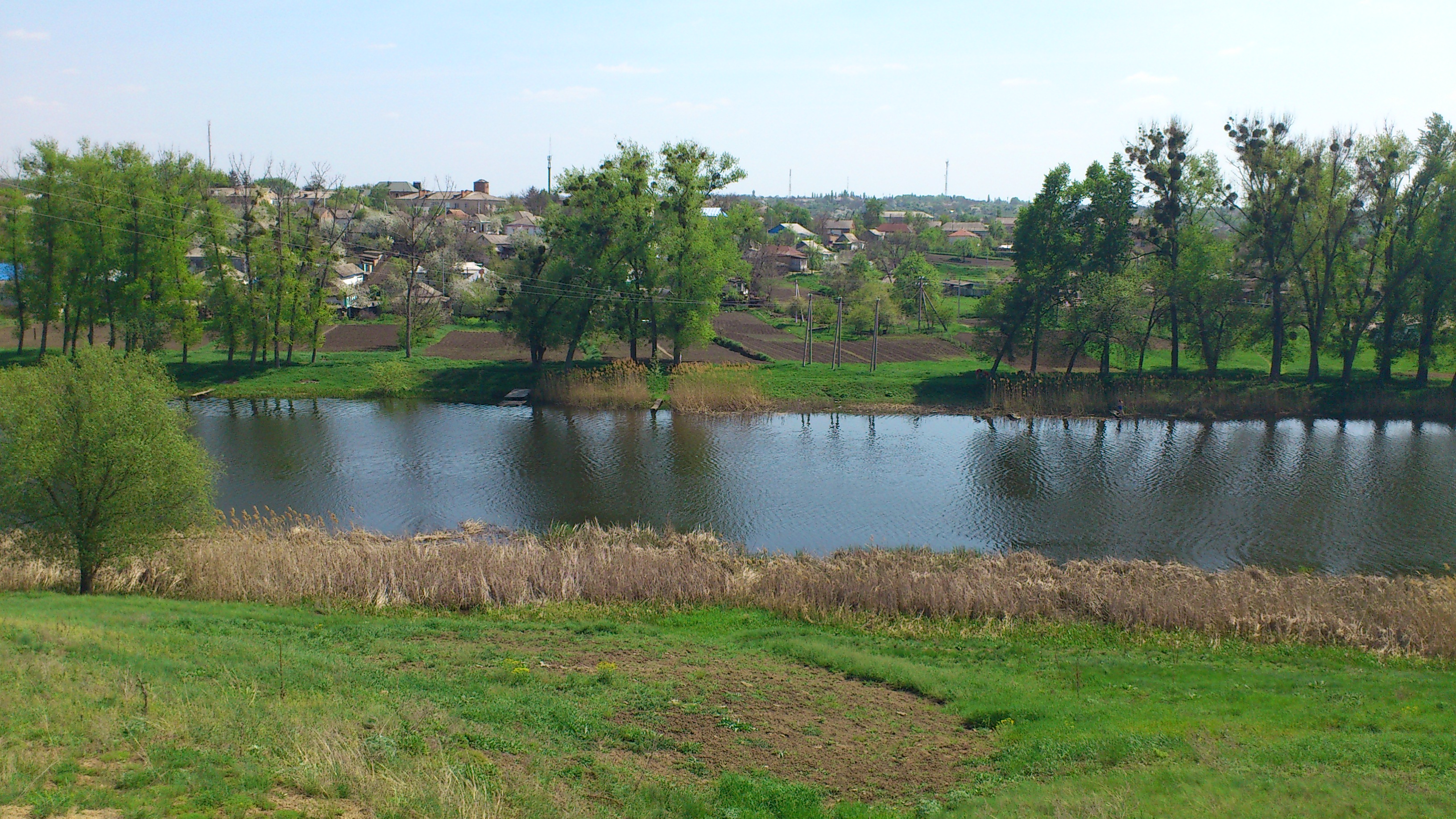
Місце розкопок міста золотоординського періоду біля с. Торговиця

Народилася 20 червня 1937 року в смт. Новомиколаївка Запорізької області. У зв'язку із змінами місця роботи батька сім'я переїжджала, і Нінель Михайлівна вчилася в школах м. Рожище Волинської області, м. Луцька. 1954 р. закінчила школу м. Костополя Рівненської області.
1954 — 1959 рр. вчилася на історичному факультеті Київського державного університету імені Т. Г. Шевченка. Після закінчення університету працювала науковим співробітником у Київському державному заповіднику «Софійський музей» та лаборантом в археологічних експедиціях Інституту археології АН УРСР.
З 1962 по 1966 працювала завучем у м. Калінінград.
Почала займатися археологією під керівництвом О. І. Тереножкіна та В. А. Іллінської.
1966 року Н. М. Бокій переїжджає до Кіровограда, де працювала в місцевому краєзнавчому музеї завідувачем відділу археології, а потім — відділу історії дорадянського періоду. Сама формувала археологічну експозицію, самостійно шукаючи нові матеріали. Завдяки Н. М. Бокій почалися системні розкопки археологічних пам'яток у Кіровоградській області.
В серпні 1978 року, коли в Кіровоградському державному педагогічному інституті було відновлено історичний факультет, Н. М. Бокій запросили читати навчальні курси — «Археологія» та «Історія стародавнього світу».
1980 року захистила кандидатську дисертацію «Скифский период на пограничье Степи и Лесостепи в Правобережном Среднем Поднепровье (VII—III вв. до н. э.)».
З перших днів роботи в інституті Н. М. Бокій створила студентський археологічний гурток. Щороку проводила археологічну практику для студентів та була її незмінним керівником.

## Науковий доробок
У науковому доробку Н. М. Бокій — понад 70 публікацій. Її статті публікувались у регіональних, загальнодержавних та зарубіжних наукових виданнях. Досліджувалося широке коло питань, пов'язаних із заселенням, історією та культурою Кіровоградщини. Особливу увагу приділяла вивченню історії Скіфії та проблемі скіфської археології. Багато пам'яток було розвідано й обстежено разом із визначним краєзнавцем В'ячеславом Євгеновичем Шкодою.
Нінель Михайлівна дослідила ґрунтові могильники Світловодський та біля с. Заломи, здійснила новітні розкопки відомого Мельгунівського кургану.
Визначними науковими відкриттями стали розкопки кімерійських курганів, поховань стародавніх угрів, комплексної археологічної пам'ятки періоду Золотої Орди у с. Торговиця, яку Н. М. Бокій досліджувала у 1997—2007 роках разом зі своєю ученицею І. А. Козир.
Також вона досліджувала питання історії краю доби Гетьманату, періоду політичних репресій та голодомору, колективізації у Костополі, де пройшло її дитинство.
Вона виступала на міжнародних історичних конференціях у м. Будапешт (Угорщина) в 2003 та у Києві в 2006 році. Брала участь у конференції скіфологів у Чигирині в 2007 та у м. Ізмір (Туреччина), на Першому міжнародному конгресі Євразійської археології (2007). Також брала участь у наукових конференціях з проблем історії козацької доби, голодомору та колективізації.
Науковий доробок
- Бокій Н.М., Козир І.А. Середньовічна пам’ятка біля с. Торговиця на Кіровоградщині. – АВУ00, 2002 р., с. 90 – 93, 2 іл.[1]
- Бокій, Нінель Михайлівна. До джерел історії краю з найдавніших часів до кінця XVIII ст. [Текст] : навч. посібник / Н. М. Бокій [та ін] ; Кіровоградський держ. педагогічний ін-т ім. В.К.Винниченка. — Кіровоград : [б.в.], 1994. - 186 с.[2]
- Бокій Нінель Михайлівна, Житков Олександр Анатолійович, Козир Ірина Анатоліївна. Національний рух Опору у 1941–1945 рр. у Центральноукраїнському регіоні (за матеріалами Кіровоградщини) / Друга світова війна і доля народів України: матеріали 2-ї Всеукр. наук. конф., м. Київ, 30–31 жовт. 2006 р. — К., 2007.[3]

## Громадська діяльність
Багато уваги приділяла популяризації знань з історії та краєзнавства серед населення Кіровоградщини. Читала лекції на підприємствах та в організаціях, публікувала матеріали з історії краю у пресі, виступала на радіо й телебаченні.
Багато зробила для охорони пам'яток, зокрема в селах Медерове, Защита, Куцеволівка, Чечеліївка, Івангород.
Була активним членом історико-культурної асоціації «Україна—Туреччина».

## Нагороди
- Почесна грамота Кабінету Міністрів України (2003)[4]
- Лауреат Кіровоградської обласної краєзнавчої премії імені Володимира Ястребова (1999)[5].

## Родина
- Мати — Антоніна Миколаївна Бокій — заслужений вчитель УРСР.
- Батько — Михайло Дмитрович Бокій —  службовець, працював в органах місцевого самоврядування.
- Син — Олександр — навчався у КДПУ ім. Вінниченка на факультеті "Історії та права".
- Донька  — Катерина.
- Онук  — Богдан.

## Вшанування пам'яті
22 червня 2011 року у Кіровоградському державному педагогічному університеті імені Володимира Винниченка відкрито Археологічний музей імені Нінель Бокій. 
З 2016 року в м. Світловодську існує вулиця Нінелі Бокій.
9 лютого 2023 року в м. Кропивницький перейменували вул. Рум'янцева на вул. Нінелі Бокій. 